# HMS Penelope (97)
HMS Penelope (97) là một tàu tuần dương hạng nhẹ thuộc lớp Arethusa gồm bốn chiếc được chế tạo cho Hải quân Hoàng gia Anh Quốc trước Chiến tranh Thế giới thứ hai.

## Thiết kế và chế tạo
Penelope được chế tạo bởi hãng đóng tàu Harland & Wolff tại Belfast, Bắc Ireland; được đặt lườn vào ngày 30 tháng 5 năm 1934 và hạ thủy vào ngày 15 tháng 10 năm 1935. Penelope được đưa ra hoạt động vào ngày 13 tháng 11 năm 1936.
Vào giai đoạn hoạt động cùng Lực lượng "K" trong Thế Chiến II, mảnh bom đã làm thủng lỗ chỗ nó đến mức nó được gọi bằng cái tên lóng "HMS Pepperpot" (lọ tiêu).

## Lịch sử hoạt động
Vào lúc Chiến tranh Thế giới thứ hai nổ ra, Penelope hoạt động cùng hải đội Tuần dương 3 tại Mặt trận Địa Trung Hải, và đã đi đến Malta vào ngày 2 tháng 9 năm 1939.

### Hạm đội Nhà
Penelope cùng với con tàu chị em Arethusa được tái bố trí đến Hải đội Tuần dương 2 thuộc Hạm đội Nhà, và đi đến Portsmouth vào ngày 11 tháng 1 năm 1940. Đến ngày 3 tháng 2 nó rời đi River Clyde trên đường đến Rosyth. Nó đi đến Rosyth vào ngày 7 tháng 2, và hoạt động cùng với Hải đội Tuần dương 2 trong nhiệm vụ hộ tống các đoàn tàu vận tải, và vào tháng 4 và tháng 5 trong Chiến dịch Na Uy.
Ngày 11 tháng 4, Penelope bị mắc cạn ngoài khơi Fleinver trong khi săn đuổi các tàu buôn Đức đi vào West Fjords; phòng nồi hơi của nó bị ngập nước và nó bị thủng lườn tàu phía trước. Tàu khu trục Eskimo đã kéo nó đến Skjel Fjord nơi một căn cứ tiền phương được thiết lập. Mặc dù bị không kích thường xuyên, việc sửa chữa tạm thời được tiến hành và nó được kéo về nhà một tháng sau đó. Nó về đến Greenock vào ngày 16 tháng 5 năm 1940, nơi thực hiện việc sửa chữa bổ sung trước khi lên đường ngày 19 tháng 8 đi đến Tyne để sửa chữa hoàn tất.
Khi việc sửa chữa và chạy thử hoàn thành vào tháng 8 năm 1941, Penelope quay trở lại Hải đội Tuần dương 2 tại Scapa Flow vào ngày 17 tháng 8. Đến ngày 9 tháng 9, nó rời Greenock hộ tống chiếc thiết giáp hạm Duke of York đi đến Rosyth, và vào cuối tháng đó được sử dụng vào việc tuần tra eo biển giữa Iceland và quần đảo Faroe để ngăn chặn mọi tàu đối phương xâm nhập.
Ngày 6 tháng 10 năm 1941, Penelope rời Hvalfjord, Iceland cùng với thiết giáp hạm King George V hộ tống tàu sân bay Victorious trong Chiến dịch "E.J.", một cuộc không kích thành công nhắm vào tàu bè đối phương giữa Glom Fjord và West Fjord tại Na Uy. Lực lượng quay trở về Scapa Flow vào ngày 10 tháng 10 năm 1941.

### Lực lượng K
Penelope và con tàu chị em Aurora được cho tách ra để hình thành nên hạt nhân của Lực lượng K đặt căn cứ tại Malta, và đã rời Scapa Flow vào ngày 12 tháng 10 năm 1941, đi đến Malta vào ngày 21 tháng 10. Ngày 8 tháng 11, cả hai chiếc tàu tuần dương cùng các tàu khu trục hộ tống đã rời Malta đánh chặn một đoàn tàu vận tải Ý, bao gồm sáu tàu khu trục và bảy tàu buôn đang hướng đến Libya, bị máy bay trinh sát phát hiện ở tọa độ 37°53′B 16°36′Đ / 37,883°B 16,6°Đ. Trong Trận chiến đoàn tàu vận tải Duisburg diễn ra sau đó vào ngày 9 tháng 11 ngoài khơi mũi Spartivento, lực lượng Anh đã đánh chìm một tàu khu trục đối phương (chiếc Fulmine) và tất cả các tàu buôn.
Ngày 23 tháng 11, một lần nữa Lực lượng K lại khởi hành từ Malta để đánh chặn các tàu vận tải đối phương khác; và ngày hôm sau đã đánh chìm hai tàu buôn về phía Tây đảo Crete. Ngày 1 tháng 12 năm 1941, Lực lượng K ghi thêm thành tích trong việc đánh chìm chiếc tàu Ý M/V Adriatico, ở tọa độ 32°52′B 2°30′Đ / 32,867°B 2,5°Đ, cũng như tàu khu trục Alvise da Mosto và tàu chở dầu Iridio Mantovani ở tọa độ 33°45′B 12°30′Đ / 33,75°B 12,5°Đ.
Vào ngày 19 tháng 12, trong khi hoạt động ngoài khơi Tripoli, hải đội đi nhằm vào một bãi mìn vừa mới được lực lượng Ý rải, và Penelope trúng phải một quả thủy lôi nhưng chỉ bị hư hại nhẹ, mặc dù các tàu khu trục Neptune và Kandahar bị đánh chìm và Aurora bị hư hại nặng. Penelope được gửi vào ụ tàu để sửa chữa, và quay trở lại hoạt động vào đầu tháng 1 năm 1942. Ngày 5 tháng 1, Penelope rời Malta cùng Lực lượng K hộ tống con tàu phục vụ đặc biệt Glengyle đi Alexandria (Chiến dịch 'ME9'), và quay trở về vào ngày 27 tháng 1, hộ tống chiếc tàu tiếp liệu Breconshire.
Ngày 13 tháng 2, Penelope lại rời Malta cùng Breconshire và sáu tàu khu trục trong Chiến dịch 'MG5', một chuyến vận tải hướng về phía Đông, và quay trở về Malta vào ngày 15 tháng 2 cùng các tàu khu trục Lance và Legion. Ngày 23 tháng 3, nó rời Malta cùng Legion trong Chiến dịch 'MG1', một đoàn tàu vận tải đến Malta khác, vốn phải chịu đựng sự tấn công nặng nề của đối phương cả trên mặt nước lẫn trên không. Breconshire bị đánh trúng và phải được Penelope kéo, và sau cùng được an toàn nhờ gắn vào phao nổi tại cảng Marsaxlokk.

### HMSPepperpotvà được sửa chữa
Ngày 26 tháng 3, Penelope bị đánh thủng cả phía trước và phía sau bởi những quả bom ném suýt trúng tại Malta. Nó được đưa vào ụ tàu tại Malta ngày 27 tháng 3 để sửa chữa, nhưng lại phải chịu đựng những đợt ném bom của Không quân Đức diễn ra hầu như hàng ngày; mảnh bom đã làm nó thủng lỗ chỗ, và thủy thủ đoàn phải dùng gỗ bịt kín những lỗ hổng, khiến cho nó có cái tên lóng HMS Pepperpot (lọ tiêu). Những hư hại do không kích đã làm kéo dài công việc sửa chữa, cho đến khi người ta quyết định thử đưa nó về Gibraltar để sửa chữa thay cho nguy cơ bị phá hủy tại Malta.
Nó lên đường đi Gibraltar vào ngày 8 tháng 4, và ngay ngày hôm sau đã phải chịu đựng những cuộc không kích liên tục. Nó đến nơi vào ngày 10 tháng 4 với thêm những hư hại do những quả bom ném suýt trúng. Hư hỏng cho Penelope là đáng kể, đòi hỏi nhiều tháng ở lại nhà sau những sửa chữa tạm thời tại Gibraltar. Trong khi đó, vấn đề sửa chữa Penelope được xem xét, và người ta quyết định gửi nó đến Hoa Kỳ. Vì vậy nó rời Gibraltar vào ngày 10 tháng 5 năm 1942, đi ngang qua Bermuda để hướng đến Xưởng hải quân New York, và đến nơi vào ngày 19 tháng 5. Việc sửa chữa kéo dài cho đến tháng 9, và nó đi đến Norfolk, Virginia vào ngày 15 tháng 9 trước khi tiếp tục đi qua Bermuda để về đến Portsmouth, vào ngày 1 tháng 10 năm 1942. Trong thời gian đó, do thành tích phục vụ, Vua George VI của Anh đã tặng thưởng 21 sĩ quan và thủy thủ của Penelope các phần thưởng, bao gồm hai huân chương Phục vụ Dũng cảm và một Huân chương Chữ thập Phục vụ.

### Tây Địa Trung Hải
Penelope về đến Scapa Flow vào ngày 2 tháng 12 năm 1941 và ở lại vùng biển nhà cho đến giữa tháng 1 năm 1943. Nó rời Clyde vào ngày 17 tháng 1 hướng đến Gibraltar, đến nơi vào ngày 22 tháng 1. Tại đây nó được bố trí cùng Hải đội Tuần dương 12, thuộc Hạm đội Địa Trung Hải dưới quyền chỉ huy của Đô đốc Andrew Cunningham, trong Chiến dịch Torch, cuộc đổ bộ tiếp theo lên Bắc Phi.
Ngày 1 tháng 6 năm 1943, Penelope cùng các tàu khu trục Paladin và Petard tiến hành cuộc bắn phá đảo Pantelleria thuộc Ý. Lực lượng bị pháo đối phương bắn trả, và Penelope bị bắn trúng một phát, nhưng chỉ bị thiệt hại nhẹ. Ngày 8 tháng 6, nó cùng với Newfoundland và các tàu chiến khác lại tiến hành một đợt bắn phá nặng nề hòn đảo này; lời kêu gọi nó đầu hàng đã bị từ chối. Cũng lực lượng này đã rời Malta vào ngày 10 tháng 6 thực hiện Chiến dịch Corkscrew, cuối cùng cũng buộc hòn đảo này đầu hàng vào ngày 11 tháng 6. Trong các ngày 11 và 12 tháng 6, Penelope cũng tham gia việc bắn phá và tấn công đảo Lampedusa, vốn rơi vào tay lực lượng Anh vào ngày 12 tháng 6 năm 1943.
Ngày 10 tháng 7 năm 1943, cùng với Aurora và hai tàu khu trục, Penelope thực hiện một đòn tấn công bắn phá phân tán vào Catania như một phần của Chiến dịch Husky, cuộc chinh phục Sicilia của phe Đồng Minh. Hải đội sau đó di chuyển đến Taormina, nơi nhà ga xe lửa bị bắn phá. Ngày 11 tháng 7, Penelope rời Malta cùng với Hải đội Tuần dương 12 trong thành phần Lực lượng "H" để bảo vệ sườn phía Bắc của cuộc tấn công Sicilia. Trong thời gian còn lại của tháng 7 và tháng 8, nó tham gia nhiều hoạt động bắn phá và càn quét trong Chiến dịch Sicilia.

### Lực lượng "Q"
Ngày 9 tháng 9 năm 1943, Penelope nằm trong thành phần Lực lượng "Q", bổ sung cho lực lượng bắn phá tham gia Chiến dịch Avalanche, cuộc đổ bộ lực lượng Đồng Minh lên Salerno, Ý.
Penelope rời khu vực Salerno vào ngày 26 tháng 9 cùng với Aurora, và vào đầu tháng 10 nó được chuyển sang Levant với khả năng mở một cuộc tấn công lên đảo Kos thuộc Dodecanese. Ngày 7 tháng 10, nó cùng với HMS Sirius và các tàu chiến khác đã đánh chìm sáu tàu đổ bộ, một tàu chở đạn dược và một tàu đánh cá vũ trang ngoài khơi Stampalia. Khi các con tàu rút lui ngang qua eo biển Scarpanto về phía Nam Rhodos, chúng bị 18 máy bay Junkers Ju 87 "Stuka" tấn công. Mặc dù bị hư hại bởi một quả bom, "Penelope" vẫn có thể quay về Alexandria với vận tốc 22 knot.
Ngày 19 tháng 11 năm 1943, Penelope di chuyển đến Haifa do tình hình diễn biến tại Liban. Đến tháng 12, nó được lệnh đi đến Gibraltar tham gia Chiến dịch Stonewall. Ngày 27 tháng 12, lực lượng tham gia chiến dịch này phối hợp với máy bay đã đánh chìm chiếc Alsterufer. Ngày 22 tháng 1 năm 1944, Penelope tham gia Chiến dịch Shingle, cuộc tấn công đổ bộ lên Anzio, Ý, hỗ trợ hỏa lực trong thành phần Lực lượng X cùng với tàu tuần dương Mỹ USS Brooklyn. Nó cũng tham gia việc bắn phá khu vực Formia.

### Bị đánh chìm
Ngày 18 tháng 2 năm 1944, dưới quyền chỉ huy của Đại tá Hải quân G.D. Belben, Penelope rời Naples quay trở lại khu vực Anzio khi nó trúng ngư lôi phóng từ tàu ngầm Đức U-410. Một quả ngư lôi đã đánh trúng phòng động cơ phía sau, rồi được tiếp nối 16 phút sau đó bởi một quả ngư lôi khác trúng phòng nồi hơi phía sau, khiến nó chìm ngay lập tức ở tọa độ 40°55′B 13°25′Đ / 40,917°B 13,417°Đ. 415 thành viên thủy thủ đoàn, trong đó có cả thuyền trưởng, đã tử trận cùng với con tàu; có 206 người sống sót.
Điểm đáng lưu ý là cuộc tấn công của chiếc U-410 diễn ra vào lúc chiếc tàu tuần dương đang di chuyển với tốc độ 26 knot khi bị đánh trúng. Đây là một trường hợp duy nhất được ghi nhận: lịch sử tấn công của tàu ngầm trong suốt Thế Chiến II chưa từng ghi nhận con tàu nào di chuyển với tốc độ như vậy bị đánh trúng.

## Văn hóa đại chúng
Vào tháng 5 năm 1943, nhà văn nổi tiếng người Anh C. S. Forester đã công bố quyển tiểu thuyết The Ship. Không giống như loạt truyện Horatio Hornblower nổi tiếng hơn, đề cập đến đề tài hải quân trong lịch sử đã lâu từ thời Chiến tranh Napoleon, đây là câu chuyện tại Địa Trung Hải trong cuộc chiến tranh thực đang diễn ra vào lúc viết truyện; và được dự định để tỏ lòng kính trọng Hải quân Hoàng gia, đang phải chịu đựng giai đoạn khó nhọc nhất trong cuộc chiến tranh.
Quyển sách theo chân một tàu tuần dương hạng nhẹ của Hải quân Hoàng gia Anh trong một hoạt động, phải chiến đấu với một lực lượng Ý vượt trội hơn, bao gồm việc phân tích chi tiết hành động của nhiều người trên tàu và đóng góp của họ. Tác giả dành tặng quyển sách "với lòng ngưỡng mộ sâu sắc đến sĩ quan và thủy thủ chiếc HMS Penelope".
Các hoạt động được mô tả được dựa trên Trận chiến Sirte thứ nhất, nói về con tàu hư cấu HMS Artemis vốn không hoàn toàn giống hệt Penelope, nhưng dùng nó như một hình mẫu. Quyển sách được xuất bản trước khi HMS Penelope bị đánh chìm.